# Scrădoasa, Covasna
Scrădoasa (în maghiară: Tálpatak) este un sat ce aparține orașului Întorsura Buzăului din județul Covasna, Transilvania, România. Se află în partea de sud a județului,  în Depresiunea Întorsura Buzăului.

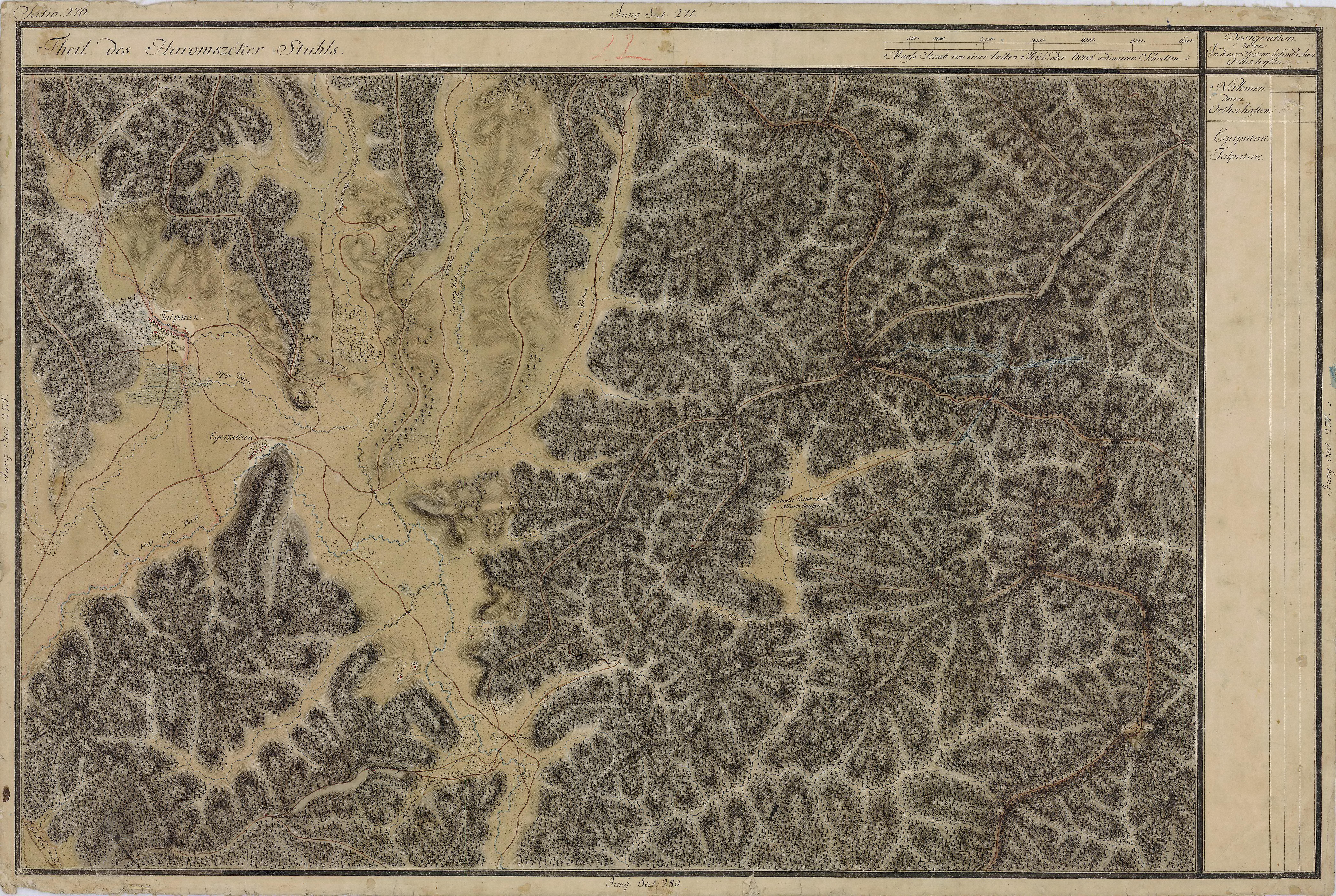
Scrădoasa (v. Talpatak, st. sus) pe Harta Iosefină a Transilvaniei, 1769-1773